# Временное рабоче-крестьянское правительство Украины
Вре́менное рабо́че-крестья́нское прави́тельство Украи́ны (укр. Тимчасовий Робітничо-Селянський  Уряд України) — второе советское правительство Украины (конец 1918 — начало 1919 гг.). Правительство-основатель Украинской ССР.

## Крах австро-германской оккупации
В конце сентября 1918 года Четверной союз начал разваливаться. В последних числах сентября капитулировали войска Болгарии, через месяц — турецкая армия. В октябре 1918 года в Австро-Венгрии произошла буржуазно-демократическая революция, в результате которой монархия была свергнута, Австро-Венгерская империя распалась. 3 ноября австро-венгерские войска сложили оружие. Лишившись союзников, Германия, где 9 ноября также победила буржуазно-демократическая революция, признала своё поражение и 11 ноября подписала акт о перемирии. Правительства стран Антанты потребовали от Германии оставить свои войска на оккупированной территории бывшей Российской империи до тех пор, пока их не сменят войска Антанты.
II съезд КП(б)У, состоявшийся в октябре 1918 года, определил в качестве главных задач партии изгнание немецких оккупантов, восстановление советской власти и объединение Советской Украины с Советской Россией.
11 ноября Совнарком Российской Советской Республики дал директиву Реввоенсовету Республики о подготовке в десятидневный срок наступления Красной Армии против германо-австрийских войск и украинских национальных войск и группировок, об оказании помощи Украинской Красной армии. В помощь большевикам Украины ЦК РКП (б) направил несколько групп партийных, советских и военных работников.
13 ноября правительство Советской России аннулировало Брестский мирный договор, получив возможность открыто помогать революционным силам Украины и других оккупированных районов страны, что имело решающее значение для успеха их борьбы против оккупантов и внутренней контрреволюции. В постановлении ВЦИК об аннулировании Брестского договора содержалось приветствие трудящимся оккупированных областей страны, указывалось, что Российская Советская Республика призывает их «к братскому союзу с рабочими и крестьянами России и обещает им полную, до конца идущую поддержку в их борьбе за установление на их землях социалистической власти рабочих и крестьян».
Революция в Германии и аннулирование Советской Россией Брестского договора способствовали росту освободительной борьбы на территории Украины. Политические забастовки, вспыхнувшие в начале ноября, приобретали всё более широкий размах. 11 ноября началась всеобщая забастовка в Екатеринославе. В городе был создан Временный рабочий комитет, состоялись выборы в Совет рабочих депутатов. Массовым восстанием к середине ноября была охвачена значительная часть Екатеринославской губернии. Повстанцы разгоняли гетманскую администрацию и «варту», восстанавливали советскую власть. В Харькове на совместном заседании губкома и губревкома с представителями ЦК КП(б)У было принято постановление о немедленном захвате власти в Харьковском районе. 22 и 23 ноября на харьковских заводах состоялись выборы в Совет рабочих и солдатских депутатов, где большевики получили большинство мест. Уже в начале ноября рабочие отряды под руководством большевиков обезоружили «варту» и разогнали гетманскую администрацию в Енакиевском и Краматорском районах. 18 ноября в Краматорске состоялся районный съезд Советов. С помощью рабочих Краматорска и Дружковки в ноябре была восстановлена Советская власть в Дебальцеве и других городах и рабочих посёлках Донбасса. Положение здесь осложнялось тем, что с Дона в Донецкий бассейн выдвинулись отряды генерала Краснова, захватившие ряд районов и устроившие террор против рабочих.
27 ноября повстанческие отряды под руководством губернского военно-революционного комитета овладели Полтавой, но советская власть продержалась в городе лишь два дня. Перешедший на сторону Директории УНР атаман Болбочан, войдя в сговор с находившимся в Полтаве командованием германских войск, поднял мятеж и захватил власть. Мощное повстанческое движение разворачивалось на Правобережной Украине (Волынь, Подол), на юге Украины (Поднестровье, Херсонщина).
Рост революционных настроений среди солдатских масс оккупационных войск приводил к их разложению, чему способствовала большевистская агитация. В «нейтральной полосе» отмечались случаи братания немецких солдат с бойцами советских частей. Во многих немецких частях на Украине к концу ноября были созданы Советы солдатских депутатов. Солдатские массы требовали возвращения на родину. Нередко солдаты сами, не ожидая приказов командования, самостоятельно уходили на Запад, бросая или обменивая на продукты оружие, боеприпасы, обмундирование. Особенно характерным это было для австро-венгерских оккупационных войск.
В этот период на большей части Украины власть захватила Директория Украинской Народной Республики. Одновременно началась интервенция стран Антанты, высадивших свои войска на юге — в Одессе, Севастополе и других городах Причерноморья. Интервенты ставили своей целью укрепление сил внутренней контрреволюции, недопущение восстановления Советской власти и создание плацдарма для наступления на Советскую Россию.

## Создание правительства
Назревающий крах оккупации, вызванный революционными событиями в Германии, и мощный подъём освободительной борьбы украинских рабочих и крестьян выдвинули на повестку дня создание правительства рабочих и крестьян, которое могло бы взять на себя восстановление на Украине советской власти, уничтоженной с приходом австро-германских оккупантов в марте-апреле 1918 года.
28 ноября 1918 года в Курске группой членов Центрального исполнительного комитета Советов Украины было провозглашено Временное рабоче-крестьянское правительство Украины, сформированное на базе Всеукраинского центрального военно-революционного комитета.
В обнародованном 29 ноября Манифесте Временное рабоче-крестьянское правительство объявило власть гетмана Скоропадского низложенной, заявило о восстановлении советской власти на Украине и объявило незаконными и не подлежащими исполнению законы, приказы, договоры, постановления и распоряжения гетмана и Центральной рады УНР. Советское правительство Украины объявило все фабрики, заводы, рудники, банки, торговые учреждения собственностью трудящихся; все помещичьи земли со всем инвентарём безвозмездно передавались крестьянам; заработная плата повышалась до уровня, установленного в Советской России. В Манифесте указывалось на опасность для советской власти со стороны англо-американских империалистов, а также внутренней контрреволюции в лице фабрикантов, помещиков, кулаков, которые собрались под белогвардейскими и буржуазно-националистическими знамёнами. Манифест подписали председатель правительства Г. Пятаков и члены правительства К. Ворошилов, А. Сергеев (Артём), Э. Квиринг, В. Затонский, Ю. Коцюбинский.

## Боевые действия
Декретом Временного рабоче-крестьянского правительства Украины от 30 ноября была создана Украинская советская армия (главнокомандующий В. А. Антонов-Овсеенко), в состав которой вошли сформированные в так называемой нейтральной зоне между Советской Россией и оккупированной австро-германскими войсками Украиной 1-я Повстанческая и 2-я Повстанческая дивизии и отдельные повстанческие отряды, преобразованные в регулярные части и соединения, а также части погранохраны Брянского, Льговского, Курского и Острогожского районов.
12 декабря части 1-й и 2-й Украинских советских дивизий начали наступление, в ходе которого были заняты Клинцы, Новозыбков, Новгород-Северский, Глухов, Шостка, Волчанск и Купянск.
21 декабря 2-я Украинская советская дивизия после отхода немецких войск заняла Белгород (по соглашению от 27 августа 1918 года имел статус временно оккупированной территории за пределами Украины) и начала наступление на Харьков.
С 24 декабря 1918 года по 7 января 1919 года правительство размещалось в Белгороде в здании гостиницы Яковлевой на Старо-Московской ул. (ныне пр. Богдана Хмельницкого, здание не сохранилось).
Постановлением Временного рабоче-крестьянского правительства Украины от 27 декабря при военном отделе правительства была учреждена коллегия в составе председателя Артёма (Ф. А. Сергеева) и членов П. А. Кина и А. В. Сурика (Емельянова), на которую были возложены обязанности по организации и управлению армией.
К концу года Украинская советская армия в составе 1-й Украинской советской, 2-й Украинской советской и Запасной советской украинской дивизий, Брянского, Льговского и Курского пограничных полков, а также нескольких отдельных формирований насчитывала свыше 14 тысяч штыков, 1350 сабель, 6220 обученных, но не вооружённых бойцов, 139 пулемётов, 20 орудий.
В ночь с 1 на 2 января 1919 года в Харькове началось большевистское восстание. Совет немецких солдат поддержал восстание и выдвинул петлюровцам ультиматум — в течение суток вывести все войска из Харькова. 3 января в Харьков вошли советские войска.
4 января был образован Украинский фронт, организовавший наступление двумя группами войск на Полтаву — Лозовую и Киев — Черкассы. 5 февраля был взят Киев, в течение нескольких следующих недель — вся Левобережная Украина.
После падения правительства гетмана Скоропадского сменившему его режиму Директории не удалось создать устойчивые регулярные воинские формирования. Армия Директории состояла из разрозненных отрядов повстанцев-крестьян, принявших участие в антигетманском восстании. В ходе наступления Красной армии зимой 1918/1919 года повстанческие части, разочарованные политикой национального правительства и привлечённые социальными лозунгами советской власти, массово переходили на сторону большевистского правительства Советской Украины. Как правило, повстанческие соединения, объявившие о своей советской ориентации, в полном составе, во главе со своими командирами («атаманами», «батьками»), по взаимному соглашению включались в состав армии Советской Украины, получая номер и официальное наименование, с последующим приведением повстанческих частей к штатам Красной армии и назначением комиссаров-большевиков.

## Провозглашение Украинской Социалистической Советской Республики
Вскоре после того, как советские войска заняли Харьков, правительство переехало сюда из Белгорода. 11 января 1919 года издан приказ о временных границах Советской Украины: восстанавливались прежние границы царских губерний, к Украине относились те губернии, чьи столицы располагались на территориях, которые были ранее отнесены к Украине, т.е. границы УНР согласно Третьему Универсалу без северной части Таврической губернии (поскольку её столица - город Симферополь - располагалась в Крыму). 29 января 1919 года правительство было окончательно реорганизовано и превращено в Совет народных комиссаров.
Украинская Социалистическая Советская Республика была провозглашена как самостоятельная республика 10 марта 1919 года на III Всеукраинском съезде советов, прошедшем в Харькове. В тот же день Совет народных комиссаров УССР заслушал «Вопрос о границах с Российской Республикой», в состав вновь была включена северная часть Таврической губернии, но исключены четыре северных уезда Черниговской губернии (в апреле вошли в состав создаваемой Гомельской губернии РСФСР). Тогда же была принята первая Конституция УССР.

## Состав Временного рабоче-крестьянского правительства Украины
В период с 28 ноября 1918 года по 29 января 1919 года в составе правительства работали следующие лица:
- Аверин, Василий Кузьмич — нарком внутренних дел
- Блюмберг, Жан Карлович — и. о. наркома отдела иностранной пропаганды
- Власенко, Степан Наумович[укр.] — нарком иностранных дел, заместитель наркома внутренних дел
- Ворошилов, Климент Ефремович — нарком внутренних дел
- Боголепов, Михаил Иванович — нарком финансов
- Жарко, Афанасий Михайлович[укр.] — нарком путей сообщения
- Забара, Тимофей Яковлевич — и. о. наркома путей сообщения
- Затонский, Владимир Петрович — нарком просвещения, член РВС Украинской советской армии
- Земит, Фридрих Андреевич — нарком финансов и продовольствия
- Квиринг, Эммануил Ионович — нарком народного хозяйства и финансов
- Коцюбинский, Юрий Михайлович — член Совета народного хозяйства, член РВС Украинского фронта
- Магидов, Борис Иосифович — нарком труда
- Межлаук, Валерий Иванович — нарком по военным и морским делам (Январь — 10 февраля 1919)[9]
- Подвойский, Николай Ильич — нарком по военным и морским делам (10 февраля — сентябрь 1919)[10]
- Антонов-Овсеенко, Владимир Александрович — нарком по военным делам (28 — 30 ноября 1918)[11], командующий УСА и Украинского фронта (30 ноября 1918 — 4-15 июня 1919)[11][6]
- Пятаков, Георгий Леонидович — председатель правительства (28 ноября 1918 — 16 января 1919)[12][8].
- Раковский, Христиан Георгиевич — нарком иностранных дел, председатель Временного рабоче-крестьянского правительства Украины (24 — 29 января 1919)[13][8]
- Рухимович, Моисей Львович — член Совета народного хозяйства, военный комиссар Центрального управления РККА Советской Украины.
- Сергеев, Фёдор Андреевич — нарком военных дел, нарком советской пропаганды, председатель (впоследствии заместитель председателя) правительства (16 — 24 января 1919)[14][8]
- Скрипник, Николай Алексеевич — нарком госконтроля
- Хмельницкий, Александр Исаакович — нарком юстиции
- Шлихтер, Александр Григорьевич — нарком продовольствия
- Шварц, Исаак Израилевич — председатель Всеукраинской ЧК (декабрь 1918 — апрель 1919)

### Секретари правительства
- Кудрин, Иван Михайлович — управляющий делами
- Грановский, Моисей Лазаревич — секретарь, управляющий делами
- Торговец, Виктор Давидович[укр.] — секретарь